# Feng Shanshan
Feng Shanshan (* 5. August 1989 in Guangzhou) ist eine chinesische Profigolferin. 

## Biografie
Feng Shanshan begann im Alter von zehn Jahren mit dem Golfspielen. Wegen begrenzter finanzieller Mittel wurde sie von ihrem Vater trainiert, der sich jeden Tag von der Schule abholte, um mit ihr auf den Golfplatz zu fahren.
Im Alter von 17 Jahren nahm sie ein Angebot für ein Stipendium von Gary Gilchrist an dessen Junior-Golfakademie in Hilton Head Island in South Carolina an. Feng nahm 2007 an der Qualifikation zur LPGA Tour teil und sicherte sich einen Startplatz für 2008.
Feng konnte bisher 10 Siege auf der Tour verzeichnen und 2012 ihren einzigen Major-Titel gewinnen.
Bei den Olympischen Spielen 2016 in Rio de Janeiro gewann sie die Bronzemedaille. Von November 2017 bis April 2018 war sie die Weltranglistenerste.